# Dilaver Toptani
Dilaver Galip Toptani (Tirana, 10 maggio 1926 – ...) è stato un cestista e pallavolista albanese.

## Carriera
Con l'Albania ha disputato i Campionati europei del 1947.